# Night at the Museum: Battle of the Smithsonian
Night at the Museum: Battle of the Smithsonian (titulada: Noche en el museo 2 en España y Una noche en el museo 2: la batalla del Smithsoniano en Hispanoamérica) es una película estadounidense de 2009 de aventura y comedia. Es la secuela de Night at the Museum.

## Argumento

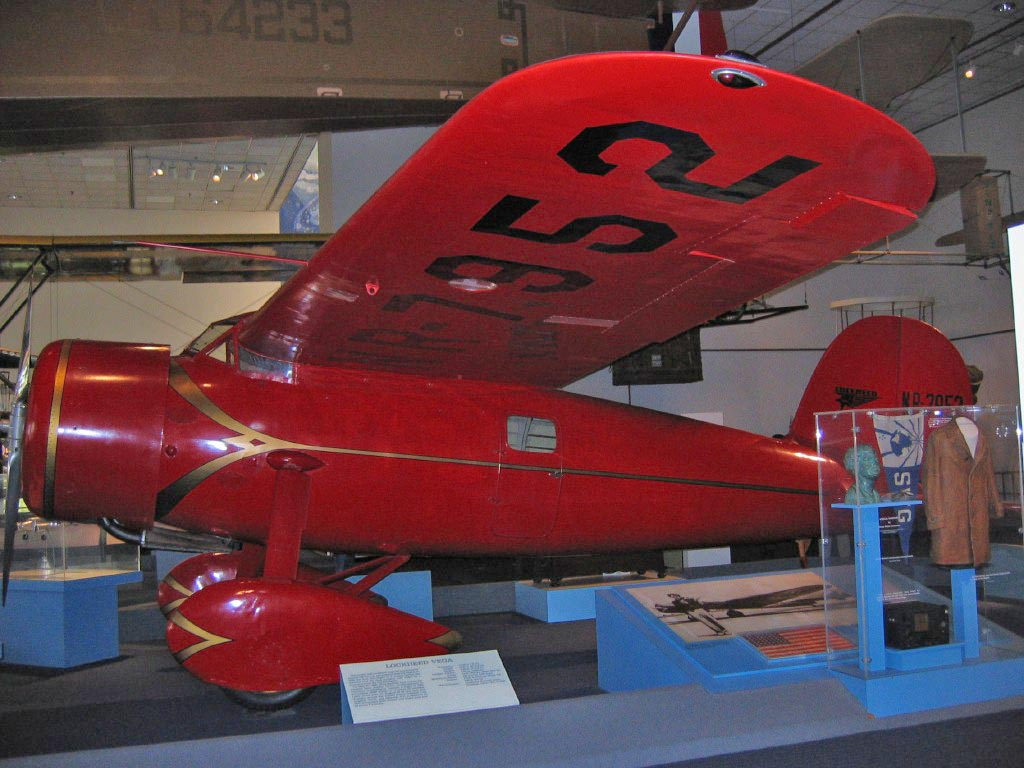
El Lockheed Vega 5b pilotado por Amelia acompañado de Larry para escapar de sus enemigos, en el Museo del Aire y del Espacio.

Larry Daley (Ben Stiller) ha renunciado a su trabajo de guardia nocturno en el Museo de Historia Natural para dedicarse a inventar objetos que vende su compañía. Después del trabajo, Larry decide hacer una parada rápida al Museo de Historia Natural, solo para darse cuenta de que lo están remodelando: las viejas exhibiciones se mudarían al Instituto Smithsoniano y serían reemplazadas por hologramas mientras que Roosevelt, Rexie y la tabla de Ahkmenrah permanecerían allí. 
Unos días después, Larry intenta convencer al Dr. McPhee, quien tuvo la idea, y al Consejo de que no muden las estatuas, pero finalmente son llevadas a Washington D. C.. Sin embargo, Larry recibe una llamada de Jedediah o Jedd (Owen Wilson), quien le dice que Dexter, el mono capuchino, ha robado la tabla de Ahkmen-Ra llevándola al museo de Washington D. C., donde está Kamunrah, el hermano de Ahkmenrah, quien desea la tabla para abrir un portal al Inframundo para liberar a su ejército. Larry decide viajar a Washington para recuperar la tabla y evitar que el museo más grande del mundo cobre vida. Llega justo a tiempo para ver cómo el museo cobra vida. Kamun-Ra le exige la tabla a Larry, y él se la cede, pero le dice que hay un artefacto aún más poderoso, el cubo Rubik. Larry los lleva dónde estaría este "artefacto", pero se deshace de Kamenrah y sus soldados al llevarlos donde está un pulpo gigante que se había cruzado antes. Larry recupera la tabla y huye, con la ayuda del General Custer, y más tarde, junto con Amelia Earhart la aviadora estadounidense (Amy Adams), pertenecientes al museo. Larry y Amelia son perseguidos por los soldados egipcios hasta el salón de arte, donde los encierran en una fotografía. 
Kamunrah, al verse sin soldados, decide conseguir nuevos aliados: Iván el Terrible, Napoleón Bonaparte y Al Capone. Amelia comienza a desarrollar un interés romántico por Larry, hasta que Napoleón logra atraparles y llevarlos con Kahmunrah. Kamun-Ra intenta abrir el Portal del Inframundo con la tabla, sin embargo, la clave de la tabla habría sido cambiada por sus padres hace más de mil años. Kahmunrah le da la tabla a Larry para que descifre la clave, si no, Jedediah moriría asfixiado en un reloj de arena en donde lo había encerrado previamente. Larry y Amelia van a pedirle ayuda a un busto de Theodore Roosevelt para que descifre los jeroglíficos. Estos dicen: "Hallarás la clave que buscas si descifras el secreto en el corazón de la tumba del faraón".
Luego Amelia le dice a Larry que hay alguien más que puede ayudarlos ambos se van a buscarlo, Larry y Amelia le piden ayuda a El Pensador, quien estaba cautivado por la belleza de una de las estatuas de la exhibición. Luego de esto, Larry cree que deben pedirle ayuda a unos muñecos con cabeza que rebota de Einstein, pero para ello deberían llegar al Museo Nacional del Aire y el Espacio evitando a los soldados de Iván el Terrible. Intentan esconderse en el Monumento a Lincoln, quien cobra vida. 
Una vez alcanzado el museo, y luego de que casi todos los aviones, naves y cohetes despegan, los Einsteins deducen el acertijo: Descrifar se refiere a un número y la tumba del faraón son las pirámides. La clave es el número pi: 3.14159265.
Larry y Amelia llegan en el avión de los hermanos Wright al Smithsoniano para entregar la tabla. Larry decide distraer a Kahmenrah mientras Amelia va a buscar ayuda. Sin embargo llega Al Capone con la clave, y el ejército del Inframundo es liberado, pero son ahuyentados por la estatua viviente de Abraham Lincoln. Ya sin su ejército y con Amelia con todas las exhibiciones del museo listas para luchar, Kahmenrah decide hacer guerra en el museo. Sin embargo, Custer se esconde porque no quiere volver a cometer un error como el de Little Bighorn, pero luego es convencido por Larry de que necesitan un líder, aunque Custer es derribado por un soldado apenas entra al campo de batalla. Larry logra derrotar a Al Capone, Napoleón Bonaparte e Iván el Terrible al hacerlos pelear entre sí para ver quién es el superior. Larry lucha contra Kamenrah mientras que Amelia abre el portal de Inframundo. Larry logra finalmente derrotar a Kahmenrah. El duelo finaliza con Kahmenrah preguntando "¿Quién eres?", y Larry contestando "Soy el guardia nocturno". Larry empuja a Kahmenrah hacia el Inframundo, dando fin a "La Batalla del Smithsoniano". 
Acercándose el amanecer, Larry le pide a Amelia que los lleve al museo en Nueva York. Amelia, quien sabía desde el principio que era un maniquí, le agradece a Larry por "darle la aventura de su vida". Ambos se besan y ella se va, sabiendo que se convertiría en polvo si no regresa pronto. 
Dos meses después, Larry vende su compañía y dona ese dinero al museo anónimamente, con la condición de que todo siga igual. Ahora el museo abre también por la noche, cuando todo cobra vida. Theodore Roosevelt es el guía del museo mientras que Atila el Huno es un cuentacuentos y Ahkmen-Ra le cuenta a la gente sobre la tabla, pero cuando dice que la tabla hace que todo en el museo cobre vida, nadie le cree y dice que solo sirve para decoración. Larry encuentra a una mujer muy parecida a Amelia Earhart (también interpretada por Amy Adams), a la cual lleva a un recorrido.
Luego del final de la película, un marinero que aparecía en una fotografía de 1945 se lo ve desarmando el teléfono celular de Larry. Su madre empieza a llamarlo "Joey Motorola", y éste contesta que "tiene algo importante".

## Reparto
Protagonistas:
- Ben Stiller: Larry Daley
- Amy Adams: Amelia Earhart/ Tess (mujer al final de la película)

Antagonistas:
- Hank Azaria: Faraón Kahmunrah
- Christopher Guest: Iván el Terrible
- Jon Bernthal: Al Capone
- Alain Chabat: Napoleón Bonaparte

Co-protagonistas:
- Owen Wilson: Jedediah Smith
- Steve Coogan: Octavius
- Robin Williams † : Theodore Roosevelt
- Jake Cherry: Nick Daley
- Patrick Gallagher: Atila
- Rami Malek: Faraón Ahkmenrah
- Mizuo Peck: Sacagawea
- Ricky Gervais: Dr. McPhee
- Crystal el Mono como el mono Dexter (no acreditado)
- Bill Hader: General George Armstrong Custer
- Hank Azaria: Abraham Lincoln
- Eugene Levy: Albert Einstein

Secundarios:
- Brad Garrett: Moái (voz)
- Thomas Lennon: Wilbur Wright
- Robert Ben Garant: Orville Wright
- Jonah Hill: Brandon el guardia de seguridad
- Jay Baruchel: Marinero Joey Motorola.
- Thomas Morley: Darth Vader
- George Foreman: él Mismo
- Hank Azaria: El Pensador
- Caroll Spinney: Óscar el Gruñón
- Christina Schild: mujer de American Gothic
- Robert Thurston: hombre de American Gothic
- Mindy Kaling: docente

Actuaciones especiales:
- Jonas Brothers: Querubines

## Producción
Disney anunció que para esta secuela volverían Ben Stiller, Robin Williams, Owen Wilson, Steve Coogan, Patrick Gallagher, Rami Malek, Mizuo Peck, Ricky Gervais con Shawn Levy en la silla del director.
Algunas escenas se filmaron en el Instituto Smithsoniano (en Washington D. C.), pero en gran parte se filmó en Vancouver (Canadá).
Tiene una escena en el Lincoln Memorial, el 21 de mayo de 2008. También es una escena de disparo en el Museo Americano de Historia Natural en Nueva York. En 18 y 20 de agosto de 2008 se filmaron las escenas con el avión de color rojo.
El tráiler se estrenó en diciembre de 2008, al mismo tiempo que las películas Marley & Me, Bedtime Stories y Yes Man. Luego, en enero de 2009, el tráiler se estrenó junto con Guerra de novias, y en febrero y abril de 2009 junto con La pantera rosa 2  y Dragonball Evolution.

## Final alternativo
Con la salida de la película en DVD y Blu-ray, se lanzó junto a las escenas borradas del film un final alternativo. En dicho final, aparecen los anteriores guardias del museo (interpretados nuevamente por Dick Van Dyke, Bill Cobbs, y Mickey Rooney) preguntándole a Ahkmenrah sobre la tabla.

## Secuela
Ben Stiller admitió que una secuela podría ser "una posibilidad" y, el 22 de enero de 2010, el coguionista Thomas Lennon dijo, "Después del éxito de las primera películas, no es una sorpresa que 20th Century Fox este haciendo una tercera entrega. Yo creo, que es una brillante idea hacer la película." luego añadió: "Me pregunto si alguien no estará trabajando en el guion. No puedo confirmar si eso es realidad, pero tampoco lo puedo negar...si, ya deben de estar trabajando en el guion". Fox confirmó que Night at the Museum 3 sería estrenada el 25 de diciembre de 2014.